# Csűry Bálint
Csűry Bálint (Egri, 1886. február 13. – Debrecen, 1941. február 13.) nyelvész, nyelvjáráskutató, a Magyar Tudományos Akadémia levelező tagja (1927). A magyar nyelvjáráskutatás egyik legjelentősebb alakja. Módszertani újításaival és tudományszervező tevékenységével sokat tett a hazai dialektológia tudományának 1930-as évekbeli fellendüléséért. 1938 után a debreceni Magyar Népnyelvkutató Intézet alapító igazgatója volt.

## Életútja
1891-ben kezdte meg és 1897-ben fejezte be tanulmányait az Egri Református Elemi Népiskolában, ahol példás magaviseletével és jeles osztályzataival kimagaslott társai közül. 1897-ben végezte el az ötödik osztályt. Négy év szünet után, amelynek pontos okát nem tudni, 1901 őszén, tizenöt évesen folytatta tanulmányait, amikor beiratkozott a Szatmárnémeti Református Főgimnázium ötödik osztályába.
Középiskolás évei alatt bekapcsolódott az ifjúsági könyvtár tevékenységébe, tagja volt az énekkarnak, és képviselte osztályát az ifjúsági segélyegyletben. Kiemelkedő szorgalma és kitűnő tanulmányi eredményei megbecsüléseként őt választották meg az ifjúsági segélyegylet könyvtárnokává. E tisztség mellett 1903–1904-ben első tanulóként segélyegyleti főtitkárként is tevékenykedett. A Kölcsey Önképzőkör alelnöke lett, amelynek tanári felügyeletét Mátray Lajos magyartanár látta el. Csűry az 1904–1905-ös tanév végén jelesre érettségizett.
A középiskola elvégzése után Kolozsváron folytatta tanulmányait, ahol 1911-ben magyar–latin szakos középiskolai tanári oklevelet szerzett a Kolozsvári Magyar Királyi Ferenc József Tudományegyetemen. 1910-től 1932-ig, huszonkét éven át a kolozsvári református kollégium tanára volt, ezzel egyidejűleg 1920–1921-ben a Kolozsvári Református Teológiai és Tanítóképző Intézetben, 1922–1923-ban a Marianum Katolikus Leánynevelő Intézetben is tartott előadásokat. Pedagógusi munkájával párhuzamosan továbbtanult a kolozsvári egyetemen, és 1917-ben bölcsészdoktori képesítést szerzett. 1930-ban a magyar népnyelv tárgyköréből habilitált, és a budapesti Pázmány Péter Tudományegyetem magántanára lett.
1932-ben nevezték ki a Debreceni Tisza István Tudományegyetemre a magyar nyelvészet és a finnugor összehasonlító nyelvészet rendkívüli tanárává, majd 1934-ben rendes tanárrá lépett elő. Egy tanéven keresztül, 1937–1938-ban a bölcsészettudományi kar dékáni tisztségét is ellátta. 1938-tól haláláig az egyetemen általa szervezett és alapított Magyar Népnyelvkutató Intézet igazgatója volt. Csűry szinte minden évben ellátogatott Finnországba.

## Családja
Felesége Magoss Erzsébet (1895–1964), az egri, majd mikolai református lelkész leánya volt. Gyermekük, Csüry István (1921–1980) 1947 és 1980 között a Debreceni Egyetemi Könyvtár igazgatója volt. Lakásuk Debrecenben, a Péterfia utca 47. szám alatt volt. Itt élt és dolgozott egy évtizednyi debreceni professzorsága alatt egészen haláláig, 1941. február 13-áig. A Debreceni köztemetőben helyezték végső nyugalomra. Az egri református temetőben található Csűry Bálint szüleinek, Csüri Miklósnak (1852–1941) és Kádár Juliánnának (1862–1901) és testvérének síremléke.

## Munkássága
Csűry Bálint tudományos munkássága homlokterében a magyar nyelvjárások kutatása állt. Érdeklődése és iskolateremtő módszertani kezdeményezései kiterjedtek a dialektológiai gyűjtés és adatfeldolgozás számos területére, emellett hozzájárult a hazai néprajzi és nyelvjárási gyűjtések összehangolásához is. Szervezőmunkája nyomán és vezetésével előbb Kolozsvárott, majd Debrecenben működtek a magyar nyelvjáráskutatás legfontosabb szakmai műhelyei.
Szülőfaluja, Egri nyelvjárásának ismeretéből kiindulva, mintegy huszonöt évi gyűjtő- és kutatómunka eredményeként adta ki legfontosabb művét, a Szamosháti szótárt (1935–1936). Az európai népiségtudomány „Wörter und Sachen” (’szavak és tárgyak’) elvét kiteljesítve olyan szótárt alkotott, amely a későbbi tájszótárak, regionális szótárak mintájául szolgált. Több mint ezer lapon keresztül tárgyalja a Szamoshát szókincsének csaknem teljes anyagát, ezzel nemcsak a szatmári népnyelv gazdag tárháza, hanem a nép életének, tárgyi környezetének és szellemi műveltségének tükre is. Mindezen túl behatóan foglalkozott a Beregi-Tiszahát és az egykori Ugocsa vármegye magyarságának nyelvével, illetve az északi csángó települések nyelvjárásával is. Finn nyelvész kollégájával, Juha Artturi Kannistóval közösen dolgozta fel és adta ki az Yrjö Wichmann által összeállított moldvai csángó szógyűjteményt.
Munkásságának külön fejezete az 1938-ban Debrecenben létrehozott Magyar Népnyelvkutató Intézet, amely a „Csűry-iskola" legtehetségesebb hallgatóit tömörítette a mester köré. Csűry közlési lehetőségeket biztosított számukra az 1939-ben megindult Magyar Népnyelv című intézeti évkönyv és más kiadványok révén. Az egyetem legfontosabb feladatának a magyar (főként a tiszántúli) népnyelv tudományos vizsgálatát és az eredeti debreceni cívisnyelv szótárának elkészítését tekintette.
Erőfeszítéseinek jelentős eredménye, hogy a nyelvjárási kiejtés minél pontosabb és következetesebb visszaadására kidolgozott egy hangjelölési rendszert. Ehhez a korábbi nyelvjárásgyűjtői hagyományokat és a finnugor nyelvek leírásában használatos hangjelölést vette alapul. Az általa használt fonetikus alapjelek grafikusan többnyire megfelelnek a magyar ábécé betűinek, hangértéküket Csűry a köznyelviesnek tekintett ejtésmódjuknak feleltette meg. Az ilyen viszonyítási hangminőségektől való árnyalatnyi eltéréseket a hangszimbólumok (betűk) alatt és fölött elhelyezett mellékjelekkel jelölte, illetve alkalmazott néhány kiegészítést. Így kifejezetten a magyar nyelvre kifejlesztett, egyértelmű elveken és szabályokon alapuló hangjelölési rendszert hozott létre, amelyet a későbbi erdélyi nyelvjárásgyűjtések, nyelvatlaszmunkálatok során is alapul vettek, és ez volt a kiindulási pontja A magyar nyelvjárások atlasza (1968–1978) hangjelölési gyakorlatának is.
Könyvei mellett magyarországi és erdélyi szakfolyóiratokban háromszáznál több dialektológiai, általános nyelvészeti, nyelvelméleti, néprajzi és irodalomtörténeti írását közölték, illetve jelentek meg műfordításai is (főként Heinrich Heine és Nikolaus Lenau lírai művei).
Bár korai halála meggátolta abban, hogy minden terve megvalósuljon, máig ő tekinthető a magyar nyelvtudomány egyik legnagyobb alakjának. Rövid életpályájának jelentőségét emeli ki, hogy neve felkerült a debreceni egyetem díszudvarát körbefogó dicsőségtáblák egyikére, a magyar szellemi élet legkiválóbbjai közé.

### Társasági tagságai és elismerései
1927-ben a Magyar Tudományos Akadémia levelező tagjává választották, emellett szintén levelező tagja volt a helsinki Finnugor Társaságnak, illetve 1939 után rendes tagja az Észt Tudós Társaságnak. Munkásságáért 1928-ban a Magyar Nyelvtudományi Társaság Szily-jutalmát, 1940-ben pedig a Magyar Tudományos Akadémia Sámuel–Kölber-díját vehette át.

### Emlékezete

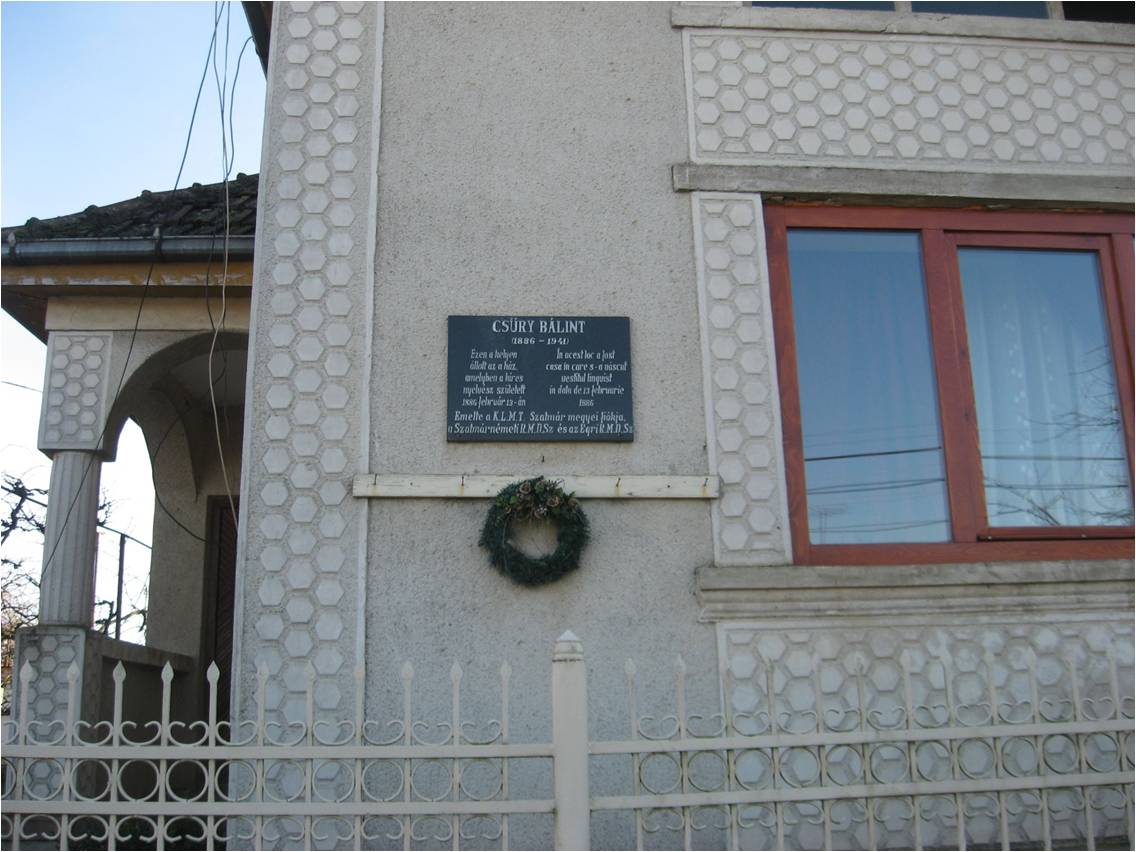
Csűry Bálint-emléktábla

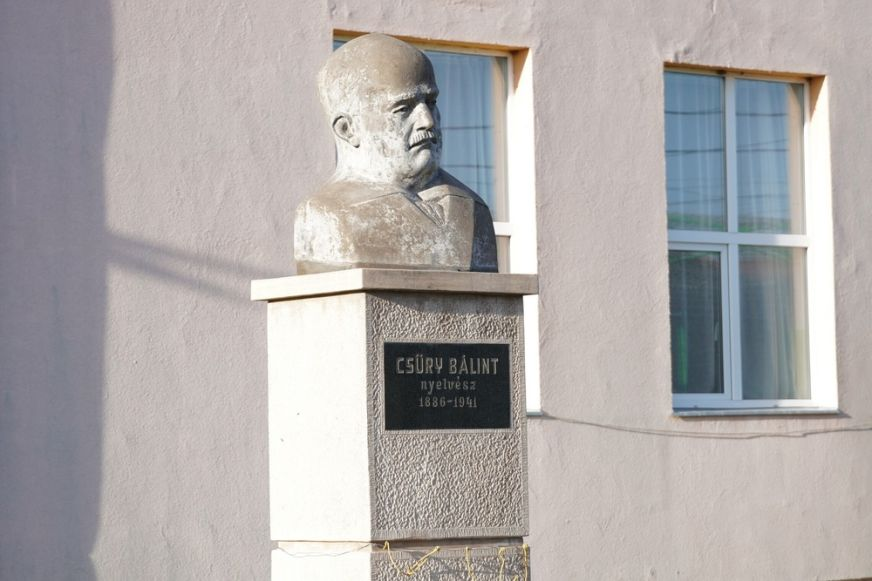
Csűry Bálint szobra a szülőfaluban, Egriben

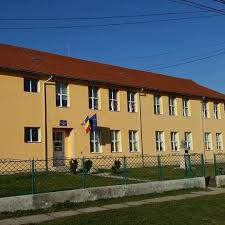
Csűry Bálint Általános Iskola

Tudományos érdemei és emléke előtti tisztelgésül a Magyar Nyelvtudományi Társaság 1972-ben Csűry Bálint-emlékérmet, 1989-ben pedig Csűry Bálint-díjat alapított.
Szamosháti szülőfalujában, Egriben szülőházát 1992 októbere óta emléktábla jelöli, a szülőház utcája pedig az ő nevét viseli. Ugyancsak ő a névadója a falu Csűry Bálint Általános Iskolájának. Udvarát Csűry szobra ékesíti, amelynél a nyelvész születésének és halálának évfordulója alkalmából minden évben megemlékezést tartanak. 2019 óta a falu ad otthont a megye általános iskoláinak részvételével meghirdetett Csűry Bálint Anyanyelvi Vetélkedőnek. 2023-ban indult útjára Egriben az ugyancsak évente megrendezett, „Bicajon Csűry Bálint nyomdokában” elnevezésű biciklis túra.

### Főbb művei
- Teleki József gróf mint nyelvész. Budapest: Athenaeum. 1909. Nyelvészeti Füzetek, 55.
- Az ige. Budapest: Athenaeum. 1910. Nyelvészeti Füzetek, 63.
- A nyelvtudomány ismeretelméleti vizsgálata. Beszterczebánya: Hungária nyomda. 1913.
- A szamosháti nyelvjárás hanglejtésformái. Budapest: Magyar Nyelvtudományi Társaság. 1925.
- Magyar lakodalom (Vőfélykönyv). Összeállította Dr. Csűry Bálint. Kolozsvár: Minerva nyomda. 1927. A Magyar Nép Könyvtára, 3.
- Érintkezésen alapuló névátvitel. Budapest: Magyar Tudományos Akadémia. 1929. (1928-ban elhangzott akadémiai székfoglalója)
- Néprajzi jegyzetek a moldvai magyarokról. Kolozsvár: Erdélyi Múzeum-Egyesület. 1930. Erdélyi Tudományos Füzetek, 28.
- A moldvai csángó igealakok. Budapest: (kiadó nélkül). 1932.
- Szamosháti szótár I–II. Budapest: Magyar Nyelvtudományi Társaság. 1935–1936. (Összevont reprint kiadás: Nap Kiadó, 2004.)
- A népnyelvi búvárlat módszere. Budapest: Turul Szövetség. 1936.
- Yrjö Wichmann: Wörterbuch des ungarischen Moldauer Nordcsángó- und des Hétfaluer Csángódialektes. Hrsg. von A. Kannisto, B. Csűry. Helsinki: (kiadó nélkül). 1936.
- Einführung in die ungarische Sprache. Debrecen: Városi nyomda. 1937.
- Mássalhangzónyúlás, ikerítődés a szamosháti nyelvjárásban. Budapest: Magyar Nyelvtudományi Társaság. 1937.
- A magyar kiejtés kérdése. Budapest: Egyetemi nyomda. 1939.
- A szamosháti nyelvjárás felső nyelvállású magánhangzóinak története. Debrecen: Tisza István Tudományegyetem. 1939.
- Adalékok a magyar népnyelv e-é-féle hangjaihoz (Szamoshát, Palócföld). Budapest: Magyar Nyelvtudományi Társaság. 1940. (Kovács Istvánnal)
- Károlyi Gáspár bibliafordításának nyelvi hatásához. Budapest: Egyetemi nyomda. 1940.